# Frank Schätzing

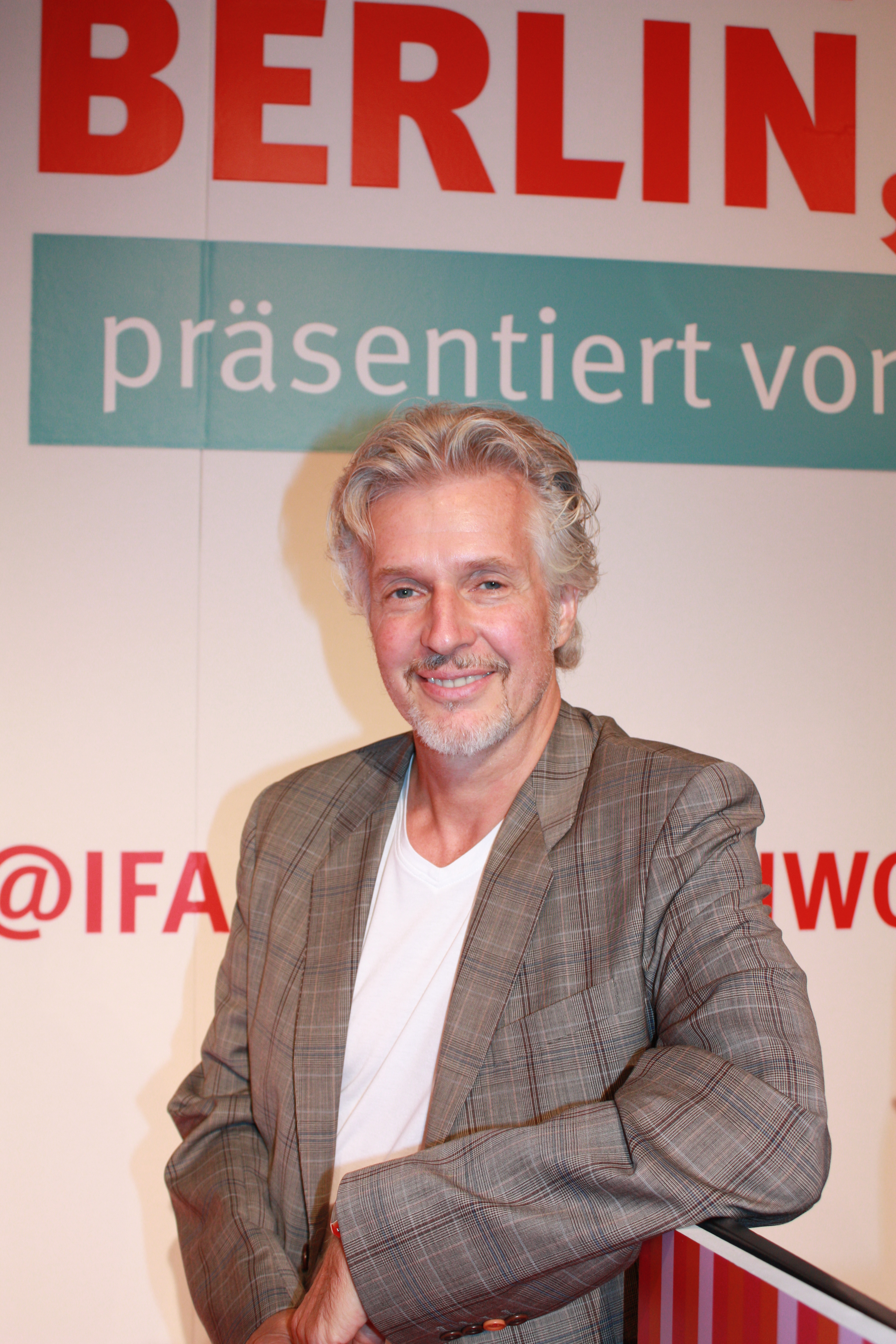
Frank Schätzing (2012)

Frank Schätzing (Keulen, 28 mei 1957) is een Duitse schrijver die in Nederland bekend is geworden door zijn thriller De Zwerm.

## Biografie
Schätzing studeerde communicatiewetenschappen en richtte zijn eigen reclamebureau INTEVI op, waarvan hij nog steeds directeur is. In 1995 verscheen zijn eerste Duitstalige roman Tod und Teufel. Naast zijn werk als reclamemaker is Schätzing ook actief als muziekproducent.
Schätzing bereikte zijn grootste succes na het schrijven van zijn thriller De Zwerm (waarvoor hij in 2005 de Deutscher Science Fiction Preis ontving). Het werd een internationale bestseller en werd door sommige lezers en recensenten gezien als mogelijk toekomstig scenario vanwege de goede documentatie over biologie, geologie en geofysica. Critici duidden het boek ook aan als overdreven en wezen erop dat het door zijn lengte diverse feitelijke onjuistheden bevat.
In navolging van zijn succesvolle thriller publiceerde Schätzing de non-fictietitel De Zee: Een fascinerende ontdekkingsreis door verleden, heden en toekomst van onze planeet.